# Ministerstvo bytové výstavby a rozvoje měst Spojených států amerických
Ministerstvo bytové výstavby a rozvoje měst (anglicky: United States Department of Housing and Urban Development, zkráceně HUD) je součást výkonné moci federální vlády Spojených států. Bylo založeno v roce 1965 v době prezidentství Lyndona Johnsona, aby vyvíjelo a realizovalo zásady politiky v oblasti bydlení a velkých měst.